# Gustav Rudolf Stabenow
Gustav Rudolf Stabenow (18. dubna 1825 Tammendorf/Groble v Dolním Slezsku – 6. března 1905 Praha) byl železář, obchodník se strojními výrobky a podnikatel v metalurgii, zakladatel strojní továrny na Žižkově v Prahy.

## Životopis
Původním povoláním železář a mědikovec, přišel roku 1860 z Dolního Slezska do Prahy. Oženil se s Marií, rozenou Krakhardtovou, s níž měl 6 dětí. Založil si na Žižkově kovodílnu, kterou roku 1888 rozšířil na strojírenskou továrnu se stroji pro výrobou drátů, tyčí, potrubí, šroubů a matek, válcování plechů k okapům, mosazným kolenům ke kamnům apod., a to v novorenesanční novostavbě domu s trojosým portikem. V letech 1907–1910 v jeho výrobním programu pokračoval syn Rudolf Kryštof Wilhelm Stabenow (28. května 1872 – 8. ledna 1904), rovněž továrník.
Zemřel roku 1905 v Praze a byl pochován v rodinné hrobce na Evangelickém hřbitově ve Strašnicích.
Roku 1910 tento dům zakoupil František Ponec, který zde začal provozovat jedno z prvních pražských kin Royal Bioskop, které se s válečnými přestávkami pod správou obce Žižkov jako Městské bio Žižkov a od roku 1946 Bio Ponec udrželo až do roku 1968, kdy bylo přeměněno na sklad Filmového podniku hl. m. Prahy. Od roku 1998 slouží jako divadlo Ponec.